# Elecciones estatales extraordinarias de Oaxaca de 2022
Las elecciones estatales extraordinarias de Oaxaca de 2022 se llevaron a cabo el 6 de marzo de 2022, y en ellas se renovaron los siguientes cargos de elección popular:
- 1 diputado estatal. Miembro del congresos unicamerales del estado.
- 7 ayuntamientos. Cabildos municipales que conforman los estados. Integrados por un presidente municipal, síndico y regidores, electos para finalizar un periodo de tres años.[2]

## Diputado estatal

### Distrito 1. Acatlán de Pérez Figueroa
El diputado electo, Gustavo Díaz Sánchez del Partido Revolucionario Institucional, fue sentenciado en Veracruz a 70 años de cárcel por los delitos de homicidio calificado con ventaja y homicidio calificado con premeditación contra dos personas, provocando que no pueda estar presente en la LXV Legislatura, y el diputado suplente electo, Miguel Lucas Jacobo, perdió la vida el 9 de septiembre por un paro cardiaco.
Se declaró vacante la diputación y se incluyó el distrito en los anuncios de elecciones extraordinarias, pero no hay información disponible de la elección ni del diputado que resultó electo, pues la diputación sigue apareciendo vacante en el sitio oficial de la legislatura.

## Ayuntamientos

### Antecedentes
El 6 de junio de 2021, se celebraron las elecciones ordinarias de los municipios, sin embargo, fueron anuladas tras la violencia, enfrentamientos, quema de boletas, quema de centros de votación y la quema de un comité municipal electoral en los municipios de Santiago Laollaga, Chahuites, Reforma de Pineda, Santa María Xadani y Santa María Mixtequilla. En los cinco mencionados, no hubo presidente municipal y la Secretaría General de Gobierno nombró a comisionados, los comisionados de Santiago Laollaga y Santa María Mixtequilla fueron corridos de las comunidades.
En Santiago Laollaga, Santa María Mixtequilla y Reforma de Pineda existio oposición de los ciudadanos a las elecciones y se buscó imponer la figura de usos y costumbres a través de asambleas comunitarias.

### Proceso electoral
Las elecciones extraordinarias transcurrieron con normalidad en seis de los siete municipios, con la única excepción siendo Santiago Laollaga, donde se bloqueo el acceso a los funcionarios de casillas.

### Resultados generales
|  | 33.24 % |

|  | 16.37 % |

|  | 11.46 % |

|  | 11.04 % |

|  | 10.84 % |

|  | 5.53 % |

|  | 4.52 % |

|  | 1.84 % |

|  | 1.41 % |

|  | 1.04 % |

|  | 2.69 % |

|  | 0.02 % |

### Resultados por ayuntamiento

#### Chahuites
|  | 23.75 % |

|  | 35.12 % |

|  | 6.71 % |

|  | 0.65 % |

|  | 0.61 % |

|  | 1.23 % |

|  | 0.00 % |

#### Reforma de Pineda
Originalmente se había contemplado una alianza del PRI-PAN-PRD con el Partido Nueva Alianza Oaxaca.
|  | 40.61 % |

|  | 33.31 % |

|  | 8.91 % |

|  | 8.61 % |

|  | 7.39 % |

|  | 0.06 % |

|  | 1.21 % |

|  | 0.00 % |

#### San Pablo Villa De Mitla
|  | 61.31 % |

|  | 21.81 % |

|  | 11.84 % |

|  | 2.03 % |

|  | 0.36 % |

|  | 2.59 % |

|  | 0.07 % |

#### Santa Cruz Xoxocotlán
|  | 50.18 % |

|  | 43.21 % |

|  | 2.37 % |

|  | 0.89 % |

|  | 3.35 % |

|  | 0.01 % |

#### Santa María Mixtequilla
|  | 36.05 % |

|  | 27.82 % |

|  | 23.30 % |

|  | 8.04 % |

|  | 2.55 % |

|  | 0.66 % |

|  | 0.23 % |

|  | 1.35 % |

|  | 0.00 % |

#### Santa María Xadani
|  | 38.92 % |

|  | 38.92 % |

|  | 26.89 % |

|  | 1.79 % |

|  | 1.08 % |

|  | 0.43 % |

|  | 0.22 % |

|  | 0.19 % |

|  | 0.95 % |

|  | 0.00 % |

#### Santiago Laollaga
Las elecciones ordinarias del 6 de junio del 2021 fueron suspendidas tras la quema de paquetería electoral, de instalaciones de las casillas y el asesinato de una persona tras un enfrentamiento. El día de la elección extraordinaria, varios pobladores impidieron el ingreso de los funcionarios de casillas, argumentando que no se encontraban en condiciones favorables al no haberse esclarecido los hechos de violencia ocurridos en la elección ordinaria, este grupo fue encabezado por ex-priístas y apoyado por la candidata Viviana Espinoza Ríos del Partido Revolucionario Institucional, al considerar que hubo varias irregularidades tanto en las elecciones como en el proceso interno del PRI para selección de candidato.
|  | 98.87 % |

|  | 0.38 % |

|  | 0.30 % |

|  | 0.45 % |

|  | 0.00 % |